# Richard Francis-Bruce
Richard Francis-Bruce (ur. 10 grudnia 1948, w Sydney) – australijski montażysta.

## Nagrody
- 1983 – nominacja do Nagrody Australijskiego Instytutu Filmowego za montaż do filmu Ostrożnie bo usłyszy (Careful, He Might Hear You)
- 1986 – nominacja do Nagrody Australijskiego Instytutu Filmowego za montaż do filmu Short Changed
- 1987 – nominacja do Nagrody Australijskiego Instytutu Filmowego za montaż do filmu Byczy interes (Bullseye)
- 1989 – Nagroda Australijskiego Instytutu Filmowego za montaż do filmu Martwa cisza (Dead Calm)
- 1995 – nominacja do Nagrody Eddie za montaż do filmu Skazani na Shawshank (The Shawshank Redemption)
- 1995 – nominacja do Oscara za montaż do filmu Skazani na Shawshank (The Shawshank Redemption)
- 1996 – nominacja do Oscara za montaż do filmu Siedem (Seven)
- 1997 – nominacja do Nagrody Eddie za montaż do filmu Twierdza (The Rock)
- 1998 – nominacja do Oscara za montaż do filmu Air Force One
- 1998 – nominacja do Nagrody Eddie za montaż do filmu Air Force One
- 2002 – nominacja do Nagrody Eddie za montaż do filmu Harry Potter i Kamień Filozoficzny (Harry Potter and the Sorcerer’s Stone)

## Filmografia
- 2009 Repossession Mambo
- 2008 David & Fatima
- 2007 Ghost Rider
- 2004 Życie, którego nie było (The Forgotten)
- 2003 Włoska robota (The Italian Job)
- 2002 Na ścieżce wojennej (Path to War)
- 2001 Harry Potter i Kamień Filozoficzny (Harry Potter and the Sorcerer’s Stone)
- 2000 Gniew oceanu (The Perfect Storm)
- 1999 Zielona mila (The Green Mile)
- 1999 Instynkt (Instinct)
- 1997 Air Force One
- 1996 Twierdza (The Rock)
- 1995 Siedem (Se7en)
- 1994 Skazani na Shawshank (The Shawshank Redemption)
- 1994 Miłosne wybory  (Speechless)
- 1993 Sliver
- 1992 Olej Lorenza (Lorenzo's Oil)
- 1991 Zagubione serca (Crooked Hearts)
- 1990 Sprzedawca cadillaków (Cadillac Man)
- 1989 Martwa cisza (Dead Calm)
- 1989 Krew bohaterów (The Blood of Heroes)
- 1988 Barracuda
- 1987 Byczy interes (Bullseye)
- 1987 Czarownice z Eastwick (The Witches of Eastwick)
- 1986 Short Changed
- 1985 Mad Max pod Kopułą Gromu (Mad Max Beyond Thunderdome)
- 1983 Ostrożnie bo usłyszy (Careful, He Might Hear You)